# NGC 5794
NGC 5794 é uma galáxia espiral (S) localizada na direcção da constelação de Boötes. Possui uma declinação de +49° 43' 33" e uma ascensão recta de 14 horas, 55 minutos e 53,6 segundos.
A galáxia NGC 5794 foi descoberta em 13 de Maio de 1830 por John Herschel.